# Hrabstwo Isenburg
Hrabstwo Isenburg (Ysenburg) – niemieckie hrabstwo leżące w częściach dzisiejszych rejencji Kassel i Darmstadt.

## Literatura
- Hellmuth Gensicke: Landesgeschichte des Westerwaldes. Wydanie 3. Historische Kommission für Nassau, Wiesbaden 1999, ISBN 3-922244-80-7.
- Gerhard Köbler: Historisches Lexikon der deutschen Länder. Die deutschen Territorien vom Mittelalter bis zur Gegenwart. Wydanie 7., Beck, München 2007, ISBN 3-406-54986-1, S. 311 i następne.
- Hans Philippi: Territorialgeschichte der Grafschaft Büdingen. Elwert, Marburg 1954 (Schriften des hessischen Amts für geschichtliche Landeskunde 23).